# Armenak Alachachian
Armenak Alatchachian, en ruso: Арменак Мисакович Алачачян (Alejandría, Egipto, 25 de diciembre de 1930 - Scarborough, Canadá, 4 de diciembre de 2017) fue un baloncestista armenio de origen egipcio. Consiguió 5 medallas en competiciones internacionales con la Unión Soviética. 

## Palmarés
Jugador
- Copa de Europa: 2

CSKA Moscú:  1961, 1963.
Entrenador
- Copa de Europa: 1

CSKA Moscú:  1969.